# Данилов, Иродион Андреевич
Иродион Андреевич Данилов (26 марта (7 апреля) 1871, Санкт-Петербургская губерния, Российская империя — 26 мая 1954, Порвоо, Финляндия) — российский военный деятель. Участник Первой мировой войны. Полковник Российской императорской армии (1916). После Октябрьской революции присоединился к Белому движению, в 1919 году был произведён в генерал-майоры. В 1920 году был пленён частями Красной армии, а затем начал служить в ней. Эмигрировал в Финляндию.

## Биография
Родился 26 марта 1871 года в Санкт-Петербургской губернии в семье титулярного советника. По вероисповеданию был православным. В 1893 году окончил Гатчинский сиротский корпус, после чего 15 августа 1893 года поступил на службу в Российскую императорскую армию. В 1895 году окончил военно-училищный курс в Киевском военном училище, из которого был выпущен в чине подпоручика со старшинством с 8 августа 1894 года и распределён служить в 4-й Финляндский стрелковый полк. В чин поручика был произведён со старшинством с 8 августа 1898 года, в чин штабс-капитана — с 8 августа 1902 года, в чин капитана — с 8 августа 1906 года. По состоянию на 1 января 1909 года и 1 ноября 1912 года служил в 1-м Финляндском стрелковом полку.
Принимал участие в Первой мировой войне. 13 апреля 1915 года «за отличие в делах» был произведён в подполковники со старшинством с 23 октября 1914 года. 7 июля 1916 года был произведён в полковники со старшинством с 21 февраля 1916 года. По состоянию на 25 ноября 1917 года служил в том же чине и том же полку. Затем занимал должность командира 9-го Финляндского стрелкового полка.
После Октябрьской революции, присоединился к Белому движению, служил в Северной области. 17 ноября 1918 года был назначен начальником офицерского резерва. По состоянию на 8 марта 1919 года был генералом для поручений штаба Главнокомандующего войсками Северной области, в этой должности находился до 4 августа 1919 года. В 1919 году командовал 3-й Северной стрелковой бригадой. В сентябре 1919 года — феврале 1920 года был командующим войсками Двинского района. 1919 году был произведён в генерал-майоры. 19 февраля 1920 года Двинский район капитулировал, а Данилов оказался в плену. До 29 мая 1920 года находился в Покровском концентрационном лагере в Москве, а также Астраханской и Бутырской тюрьмах, после чего служил в Красной армии. В качестве военного специалиста служил на Западном фронте, а затем и Южном фронте.
В марте 1922 году вышел в отставку и эмигрировал в Финляндию. В 1924 году в свет вышел 14-й том альманаха «Архив русской революции», в этом томе были опубликованы мемуары Данилова «Воспоминания о моей подневольной службе у большевиков».
Скончался 26 мая 1954 года в Порвоо и был похоронен на православном кладбище в Хельсинки в районе Лапинлахти.

## Награды
Иродион Андреевич Данилов был пожалован следующими наградами:
- Орден Святого Георгия 4-й степени (Высочайший приказ от 3 февраля 1916)
— «за то, что 25-го Августа 1915 года бою у д. Настасовь, командуя батальном и составляя левый боевой участок полка, получил приказание атаковать д. Настасов и выбить оттуда противника, своими стремительными и решительным натиском под убийственным огнем противника, подойдя к укреплению, уничтожай врага захватили юго-западную часть д. Настасовки. Когда противник со свежими силами бросился в контратаку, он энергично отбил ее и после того, заняв всю деревню, удержал ее до конца боя. Во время боя захватил 2 пулемета и взял в плен 21 офицера и 710 нижних чинов»[5];
- Георгиевское оружие (Приказ по армии и флоту от 25 ноября 1917)
— «за то, что в бою 23 Августа 1916 г. Полковник 1 Финдлянского Стрел. полка у фол. Шуростки при так сильно укрепленной позиции, командуя батальоном под действительным оружейным и пулеметным огнем противника, стремительным ударом в штыки находясь сам во главе батальона прорвал проволочные заграждения и овладел 1 линией неприятельских окопов, с остатками своих рот штыками отбил контратаку германцев, зашел им в тыл и дал возможность соседним частям продвинуться вперед. Составить, за большою убылью из от своего батальона две сводных роты, на рассвете 24 Августа энергичным ударом выбил противника из его окопов и занял в бою дер. Хохонювь. Затьм сбив по личной инициативе противника с высоты 328 и 350 к вечеру дошел боем до реки Нараювки и занял ст. жел. дороги Подшумлянце.»[6];
- Орден Святого Владимира 3-й степени с мечами (Высочайший приказ от 6 февраля 1917)[7];
- Орден Святого Владимира 4-й степени с мечами и бантом (Высочайший приказ от 21 апреля 1915);
- Орден Святой Анны 3-й степени (1905); мечи и бант к ордену (утверждены Высочайшим приказом от 22 мая 1916);
- Орден Святой Анны 4-й степени (Высочайший приказ от 6 января 1916);
- Орден Святого Станислава 2-й степени (1910); мечи к ордену (утверждены Высочайшим приказом от 30 сентября 1916);
- Орден Святого Станислава 3-й степени (дата награждения орденом неизвестна); мечи и бант к ордену (утверждены Высочайшим приказом от 2 августа 1916).